# アルジス・バドリス

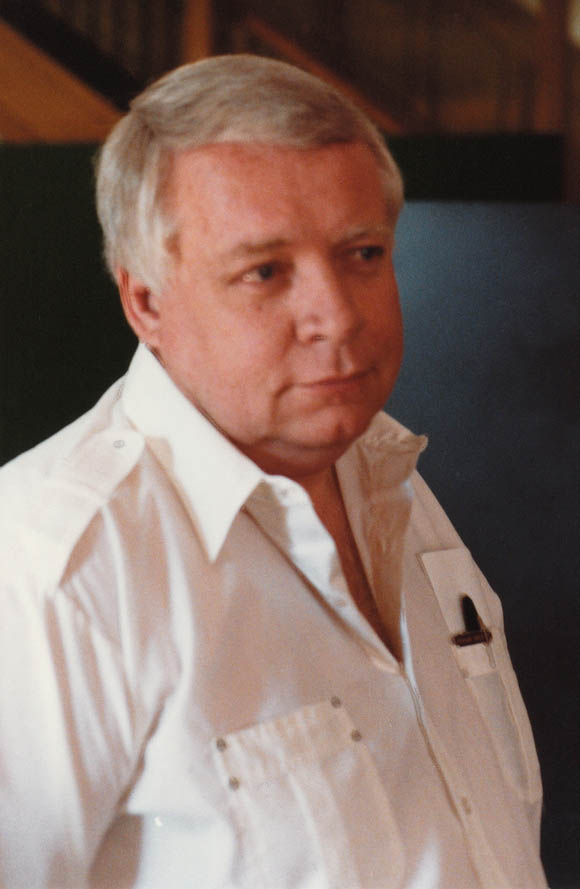
アルジス・バドリス（1985年の写真）

アルジス・バドリス（Algis Budrys、1931年1月9日 - 2008年6月9日）はアメリカ合衆国のSF作家、批評家。リトアニア系。フランク・メイスン（Frank Mason）などの別名でも知られる。

## 経歴
バドリスはアルギルダス・ヨナス・ブドリース (Algirdas Jonas Budrys) として東プロイセンのケーニヒスベルクで生まれた。父のヨナス・ブドリースは当時駐ケーニヒスベルク・リトアニア総領事であり、アルジスが5歳だった1936年に駐米総領事となった。1940年、本国リトアニアがソ連に編入されると、一家はそのまま米国に留まることとした。
バドリスはまずマイアミ大学で、その後ニューヨーク州のコロンビア大学で教育を受けた。1952年、バドリスは編集者としてSF出版社ノーム・プレスやSF誌「ギャラクシー・サイエンス・フィクション」で働き始めた。1961年からリージェンシー・ブックスの編集者となり、のち「プレイボーイ」誌の書籍部門の編集部長となった。
最初に活字になった彼のSF作品は"The High Purpose"で、「アスタウンディング」誌の1952年に掲載された。彼の1950年代のSF作品には、ジョン・A・セントリー（John A. Sentry）名義で発表されたものもある。これは彼のリトアニア名を英語化したものである。他にも変名は複数ある。そのうちの幾つかは彼の雑誌"Tomorrow Speculative Fiction"で、小記事の署名として復活した。1950年代のSF雑誌などで使われたものとしては、ウィリアム・スカルフ（William Scarff）が挙げられる。なおジェローム・ビクスビイ（Jerome Bixby）との共同ペンネームとしてアルジャー・ローム（Alger Rome）を使用した。
バドリスが1960年代に書いた中長編『無頼の月』（Rogue Moon）はヒューゴー賞の候補となり（受賞はせず）、後にアンソロジー"The Science Fiction Hall of Fame"（1973年）に収録された。冷戦を扱った作品『アメリカ鉄仮面』（Who?）は1973年に映画化がなされた。バドリスはヒューゴー賞、ネビュラ賞には幾度も候補となりそして落選したが、SF研究協会（Science Fiction Research Association）の2007年度ピルグリム賞（Pilgrim Award）を「生涯を通じたSF研究への寄与」によって受賞している。
1966年のサスペンス小説の短編"The Master of the Hounds"はエドガー賞の候補になった
。
バドリスは結婚して4人の息子をもうけ、最期までイリノイ州エヴァンストン（Evanston）で暮らした。彼は悪性黒色腫の転移によって2008年6月9日に死亡した。
日本では翻訳に恵まれていないが、単行本化されていない『無頼の月』は文学的な名作として、鏡明、殊能将之 らから高い評価を受けている。鏡明は2017年のインタビューで、『無頼の月』をアトリエサードから刊行予定で翻訳中であり、なおかつ、この作品は未完成であるため自身で続編を書きたいと、語っている。

## 作品リスト

### 長編
- False Night (1954)
  - 『第三次世界大戦後のアメリカ大陸』井上一夫訳、久保書店QTブックスSF、1968年
- Man of Earth (1956)
- Who? (1958)
  - 『アメリカ鉄仮面』仁賀克雄訳、ソノラマ文庫海外シリーズ、1984年
  - 『誰?』柿沼瑛子訳 国書刊行会(奇想天外の本棚)  2022年
- The Falling Torch (1959)
- Rogue Moon (1960)
  - 『無頼の月』高橋泰邦訳、SFマガジン1961年8月号 - 11月号に分載
- Some Will Not Die (1961) （"False Night"の加筆修正版）
- The Iron Thorn (1967) （イフ誌に連載され、"The Amsirs And The Iron Thorn"として単行本化）
- Michaelmas (1977)
- Hard Landing (1993)
- The Death Machine (2001) （バドリスの望みに反して出版された、『無頼の月』の新版)

### 作品集（小説、エッセイ、および混合）
- The Unexpected Dimension (1960)
- Budrys' Inferno (1963)
- The Furious Future (1963)
- Blood and Burning (1978)
- Benchmarks: Galaxy Bookshelf (1984)
- Writing to the Point (1994)
- Outposts: Literatures of Milieux (1996)
- Entertainment (1997)
- The Electric Gene Machine (2000)

### 短編
- 「隠れ家」 Nobody Bothers Guns - 初出はアスタウンディング誌（1955年11月号）。アンソロジー『SFベスト・オブ・ザ・ベスト（下）』創元SF文庫に収録。
- "The Price" (1960) - 初出はF&SF誌（1960年2月）。アンソロジー"The War Book" （ジェイムズ・サリス編、1969年）にも収録。
- "For Love" - 初出はギャラクシー・サイエンス・フィクション誌（1962年6月）。フレデリック・ポール編の"The Seventh Galaxy Reader" (Doubleday Science Fiction, 1964)にも収録。
- "Be Merry" (1966) - イフ誌（December 1966, Vol. 16, No. 12, Issue 109）に掲載。

### 音声資料
- 84.2 Minutes of Algis Budrys (1995) - Unifont （バドリス所有の会社）。カセットとして発売。バドリスによる、自身の作品"The Price,"、"The Distant Sound of Engines"、 "Never Meet Again"、 "Explosions!"の朗読。

### 雑誌
- Tomorrow Speculative Fiction (1993-2000); はじめバドリスの編集でパルプハウス社から出版され、後にカンディス・エリオットと共編でUnifontから刊行。10年後には紙媒体での刊行を終え、ウェブマガジンになる。

### アンソロジー
- L. Ron Hubbard Presents Writers of the Future, Vol. III (1987)
- L. Ron Hubbard Presents Writers of the Future, Vol. 6 (1990)
- L. Ron Hubbard Presents Writers of the Future, Vol 12 (1996)
- L. Ron Hubbard Presents Writers of the Future Vol. 16 (2000)
- L. Ron Hubbard Presents Writers of the Future, Vol 19 (2003)